# Grand Teton
Der Grand Teton ist mit einer Höhe von 4199 m der höchste Berg der Teton Range, des Grand-Teton-Nationalparks sowie des Teton County im Westen des US-Bundesstaates Wyoming. Zudem ist er nach dem Gannett Peak der zweithöchste Berg in Wyoming und der westlichste Viertausender der Rocky Mountains.

## Geographie
Der Grand Teton bildet mit knapp 4200 m über dem Meeresspiegel den höchsten Punkt der markanten Teton Range, einer Bergkette, die sich 100 Kilometer in Nord-Süd-Richtung durch das westliche Wyoming zieht. Der Gipfel erhebt sich nahezu 2130 m über das Tal Jackson Hole, das auf gesamter Länge vom Snake River durchquert wird und Teil des Grand-Teton-Nationalparks ist. Der Grand Teton ist Teil der Cathedral Group, einem Bergstock, der die höchsten Gipfel der Teton Range zwischen den Schluchten Cascade Canyon und Avalanche Canyon umfasst. Als einziger Viertausender der Bergkette dominiert er weite Teile der näheren Umgebung und ist auch von Bergketten wie der Absaroka Range oder der Wind River Range zu sehen. Er wird von Mount Owen im Nordosten und Middle Teton im Süden flankiert und erhebt sich südlich und östlich über den Cascade Canyon. An seiner Nordostflanke liegt mit dem Teton Glacier der größte Gletscher der Teton Range, südöstlich liegt nahe der Felsnadel Teepe Pillar der Teepe Glacier. Die nächstgrößere Stadt ist Jackson, ungefähr 20 km südsüdwestlich.

## Geschichte

### Name
Der heutige Grand Teton wurde erstmals von den Teilnehmern der Washburn-Langford-Doane-Expedition von 1870 als „Mount Hayden“ bezeichnet. Der Name „Grand Teton“ war bereits früh bekannt. Die Ausgabe der USGS 1:125.000-Viereckkarte des Gebiets aus dem April 1901 zeigt „Grand Teton“ als Namen des Gipfels. Der Nationalpark mit dem Namen Grand Teton National Park wurde schließlich im Jahr 1929 gesetzlich gegründet. Bis 1931 wurde der Name Grand Teton Peak so häufig verwendet, dass er vom USGS Board on Geographic Names offiziell anerkannt wurde. Eine weitere Änderung der Nutzung führte dazu, dass der Name im Jahr 1970 auf Grand Teton verkürzt wurde.
In Bezug auf die Etymologie für die Benennung des Berges ist die häufigste Erklärung, dass drei Berge Grand Teton, Middle Teton und South Teton in den 1800er Jahren von französischen Trappern der Hudson’s Bay Company benannt wurden. Sie nannten sie „Les Trois Tetons“, was „die drei Brüste“ bedeutete. Amerikanische Ureinwohner des Shoshone-Stammes bezeichneten die Berge als „Hoary Headed Fathers“.

### Erstbesteigung

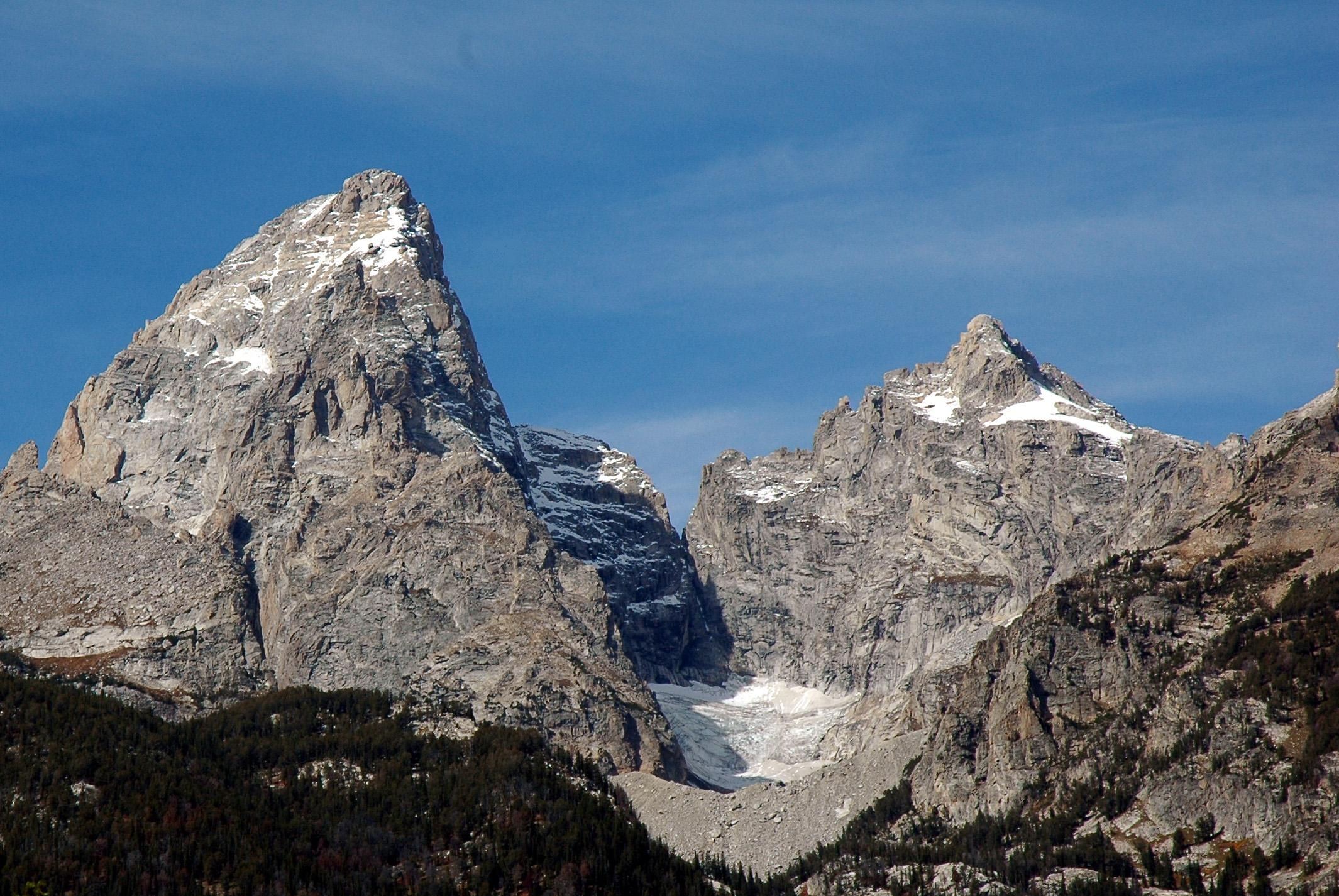
Grand Teton (links) und Mount Owen (rechts) mit dem Teton Glacier

Es ist bis heute umstritten, wem die Erstbesteigung des Grand Teton zugeschrieben werden kann. Nathaniel P. Langford und James Stevenson behaupteten, den Gipfel am 29. Juli 1872 erreicht zu haben. Einige glauben jedoch, dass sie nur den Nebengipfel The Enclosure bestiegen hatten, da ihre Beschreibungen und Skizzen mit diesem Gipfel übereinstimmen. The Enclosure ist nach einer künstlichen Palisade aus Felsen auf seinem Gipfel benannt, die wahrscheinlich von amerikanischen Ureinwohnern errichtet wurde. Der Bergsteiger und Autor Fred Beckey glaubt ebenfalls, dass die beiden The Enclosure und nicht den Grand Teton bestiegen haben, weil ihre Beschreibung besser dazu passt und den wahren Gipfel nicht genau beschrieb. Außerdem wird die schwierige Passage über den oberen Sattel zum Grand Teton nicht erwähnt. Laut Beckey spricht für die Besteigung des Nebengipfels ebenfalls, dass es bei Mitgliedern des Hayden Geological Survey von 1871 traditionell war, an einem solchen Ort einen Steinhaufen zu bauen, aber kein solcher Steinhaufen wurde gefunden, als William O. Owen, Franklin Spalding, Frank Peterson und John Shive am 11. August 1898 den Gipfel des Grand Teton erreichten. Höchstwahrscheinlich wurde The Enclosure erstmals von amerikanischen Ureinwohnern bestiegen, wie von Langford im Jahr 1873 beschrieben. Zu den Unterstützern von Owen gehörten beispielsweise die Legislatur des Staates Wyoming sowie Paul Petzoldt, ein ehemaliger Pionier des amerikanischen Kletterns. Ironischerweise gehörte zu Langfords Anhängern Franklin Spalding, der den Aufstieg zum Gipfel des Grand Teton führte und das Seil warf, mit dem Owen und die anderen folgen konnten.

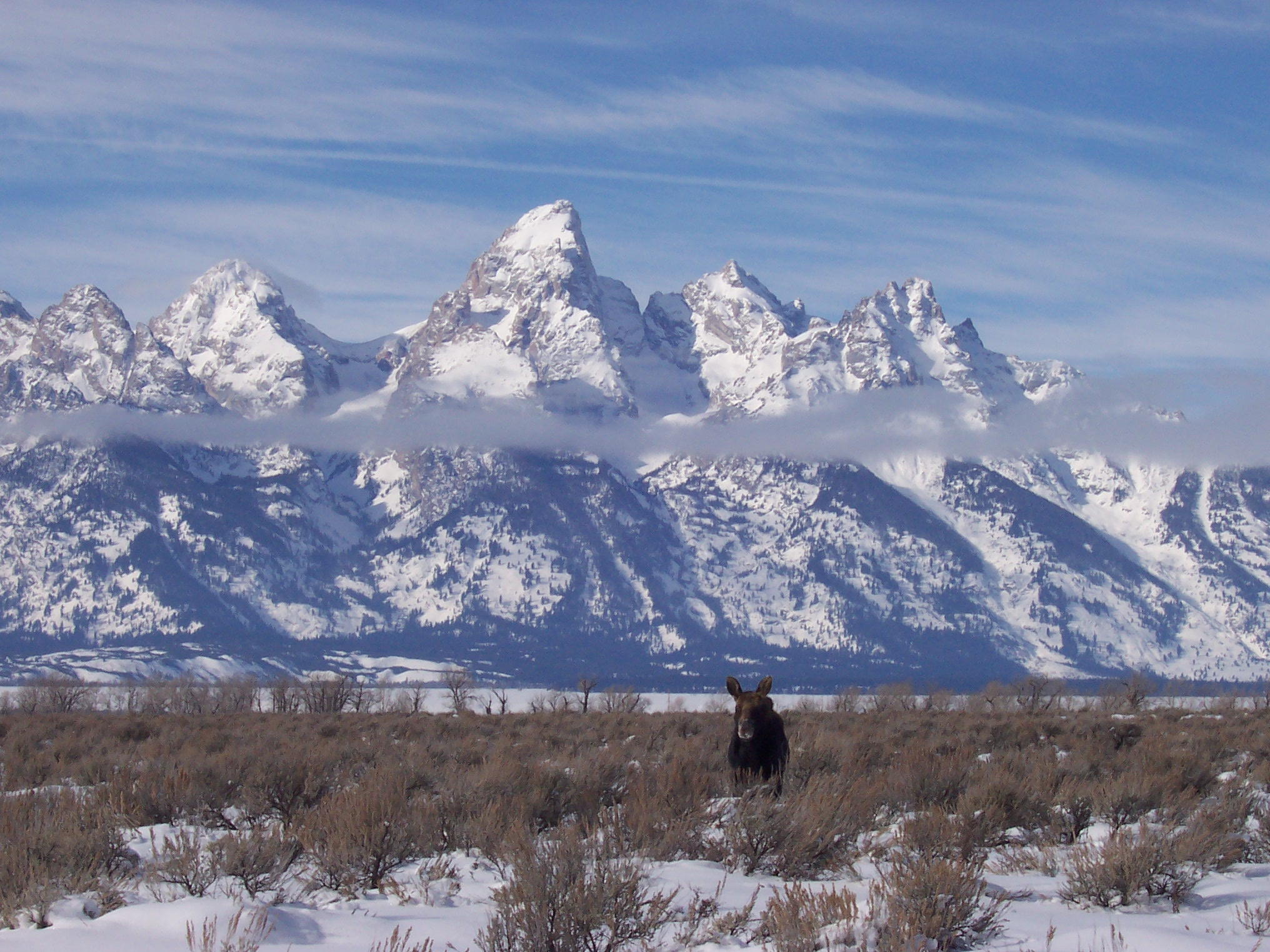
Elch vor der Teton Range, Grand Teton in der Bildmitte

Der Bergsteiger und Autor Leigh Ortenburger untersuchte die Kontroverse unter Verwendung von Originalmaterial für seinen Kletterführer von 1965. Ortenburger schloss daraus: „Da es äußerst unwahrscheinlich ist, dass für beide Seiten des Arguments ein historischer ‚Beweis‘ erbracht wird, besteht die beste Möglichkeit, das Problem zu betrachten, abgesehen von einer detaillierten Analyse der Wahrscheinlichkeiten, darin, festzustellen, dass Langford und Stevenson 1872 möglicherweise den Grand Teton bestiegen haben, 1893 haben Kieffer, Newell und Rhyan ihn vielleicht bestiegen, und 1898 ist es Spalding, Owen, Peterson und Shive definitiv gelungen, den Gipfel zu erreichen.“

### Weitere Erstbesteigungen
- Exum Ridge: Glenn Exum, 15. Juli 1931
- North Face: Jack Durrance, Paul und Eldon Petzoldt, 25. August 1936
- East Ridge: Robert Underhill, 22. Juli 1929
- Erste weibliche Besteigung: Eleanor Davis, 27. August 1923
- Erste Besteigung im Winter: Fred Brown, Paul und Eldon Petzoldt, 19. Dezember 1935
- Schnellster Auf- und Abstieg: Andy Anderson, 22. August 2012; 2:53:02; Vom Lupine Meadows Trailhead zum Gipfel und zurück
- Erste Grand Traverse (Besteigung einiger der höchsten Gipfel der Teton Range über eine 13-Meilen-lange Route, unter anderem Mount Owen, Middle Teton, Teewinot, Nez Perce, Cloudveil Dome und South Teton): Jim McCarthy, Lito Tejada-Flores, 1966
- Grand Traverse Zeitrekord: Rolando Garibotti, 2000, 6h 49min
- Erste Grand Traverse im Winter: Stephen Koch und Mark Newcomb, 19. Januar 2004

### Ski- und Snowboardabfahrten
- Erste männliche alpine Abfahrt: Bill Briggs und Robbie Garnett, 1971
- Erste weibliche alpine Abfahrt: Kristen Ulmer, 1997
- Erster männlicher Telemark-Abstieg: Rick Wyatt, 1982
- Erster weiblicher Telemark-Abstieg: A.J. Cargill, 2004
- Erster männlicher Snowboardabstieg: Stephen Koch, 1989
- Erster weiblicher Snowboardabstieg: Dani deRuyter, 2010
- Erster Skiabstieg für Männer mit Behinderung: Santiago Vega, 2021[9]

## Besteigung heute
Der Grand Teton kann beispielsweise über die Owen-Spalding-Route (II, 5.4) bestiegen werden. Ein kurzer Abschnitt der Route ist stark exponiert, und vor dem Aufstieg wird eine Erfahrung im alpinen Klettern empfohlen. Dennoch gilt diese Route als die technisch einfachste und auch Athleten ohne vorherige Klettererfahrung erreichen regelmäßig den Gipfel. Die Owen-Spalding-Route ist nach den Kletterern benannt, die behaupten, die Erstbesteigung gemacht zu haben: William Owen, Franklin Spalding, Frank Peterson und John Shive. Trotz der Kontroverse um die Erstbesteigung wurde diese Kletterroute fest nach William Owen und Franklin Spalding benannt. Die Owen-Spalding-Route beginnt am Lower Saddle, den man über den Wanderweg durch den Garnet Canyon erreichen kann, welcher wie fast alle Routen auf den Grand Teton am Lupine Meadows Trailhead südlich des Jenny Lake in Jackson Hole startet. Der technischere und exponiertere Teil des Aufstiegs beginnt am Upper Saddle. Die beliebteste Route den Berg hinauf führt über die Upper Exum Ridge Route (II, 5.5) über die Exum Ridge, einer exponierten Route, die zuerst von Glenn Exum, Mitbegründer von Exum Mountain Guides, bestiegen wurde. Der direkte Start der Exum Ridge über die Lower Exum Ridge Route (III, 5.7) gilt als Klassiker des Bergsteigens und ist im historischen Kletterbuch Fifty Classic Climbs of North America enthalten. Neben der direkten Exum Ridge Route enthält die Liste „Classic Climbs“ auch den Weg über die North Ridge (IV, 5.8) und die North Face (IV, 5.8), die beide die dramatische Nordseite des Gipfels erklimmen. Der Grand Teton hat mit drei Routen die meisten Routen von allen Bergen, die in den Fifty Classic Climbs of North America aufgeführt sind. Diese Tatsache hat ebenfalls dazu beigetragen, den Ruhm des Gipfels in der Klettergemeinschaft aufrechtzuerhalten. Seit der Erstbesteigung des Grand Teton wurden 38 Routen mit verschiedenen Schwierigkeiten eingerichtet.

## Galerie

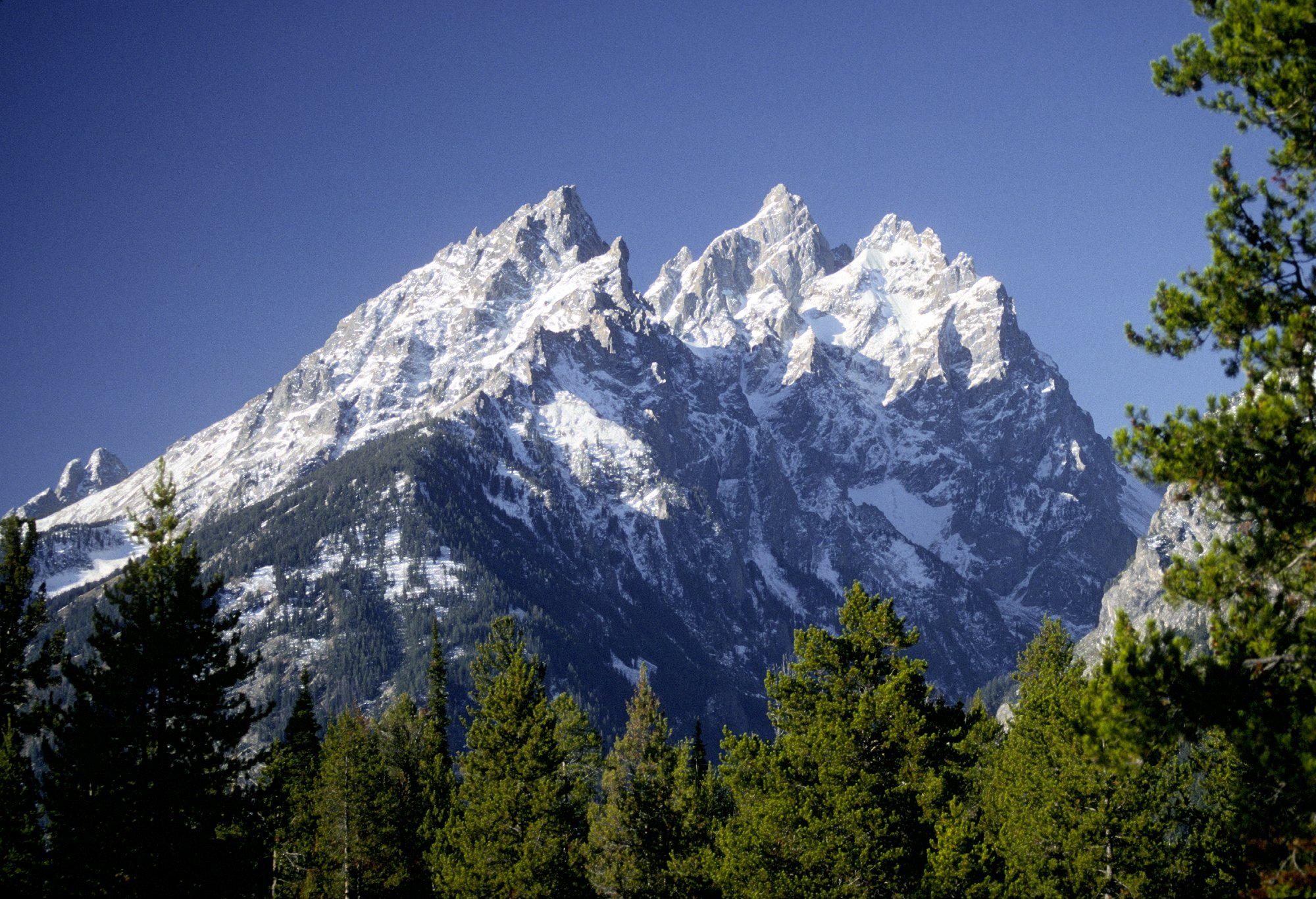
Die Cathedral Group mit Teewinot Mountain, Mount Owen und Grand Teton
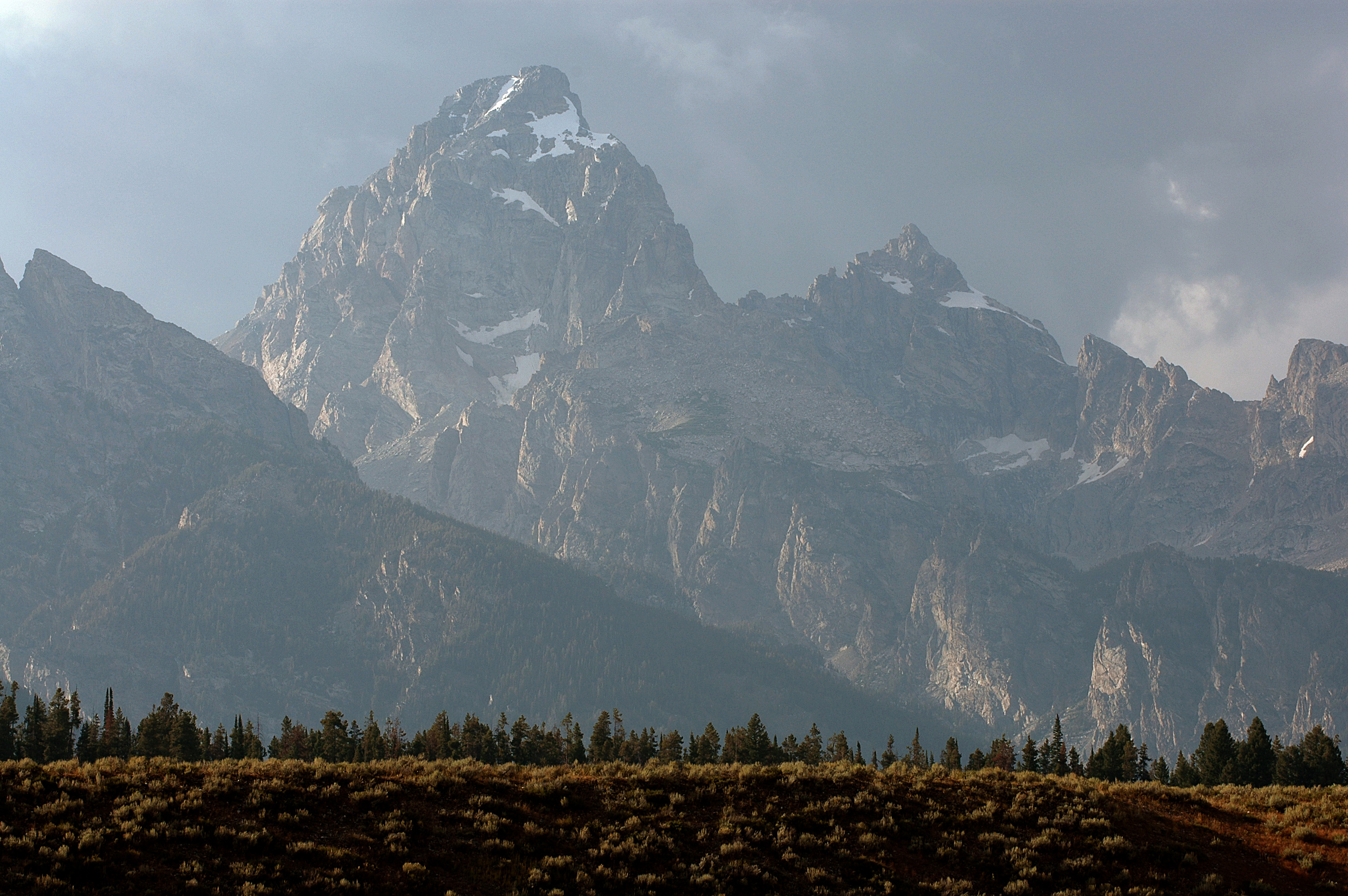
Grand Teton von Jackson Hole
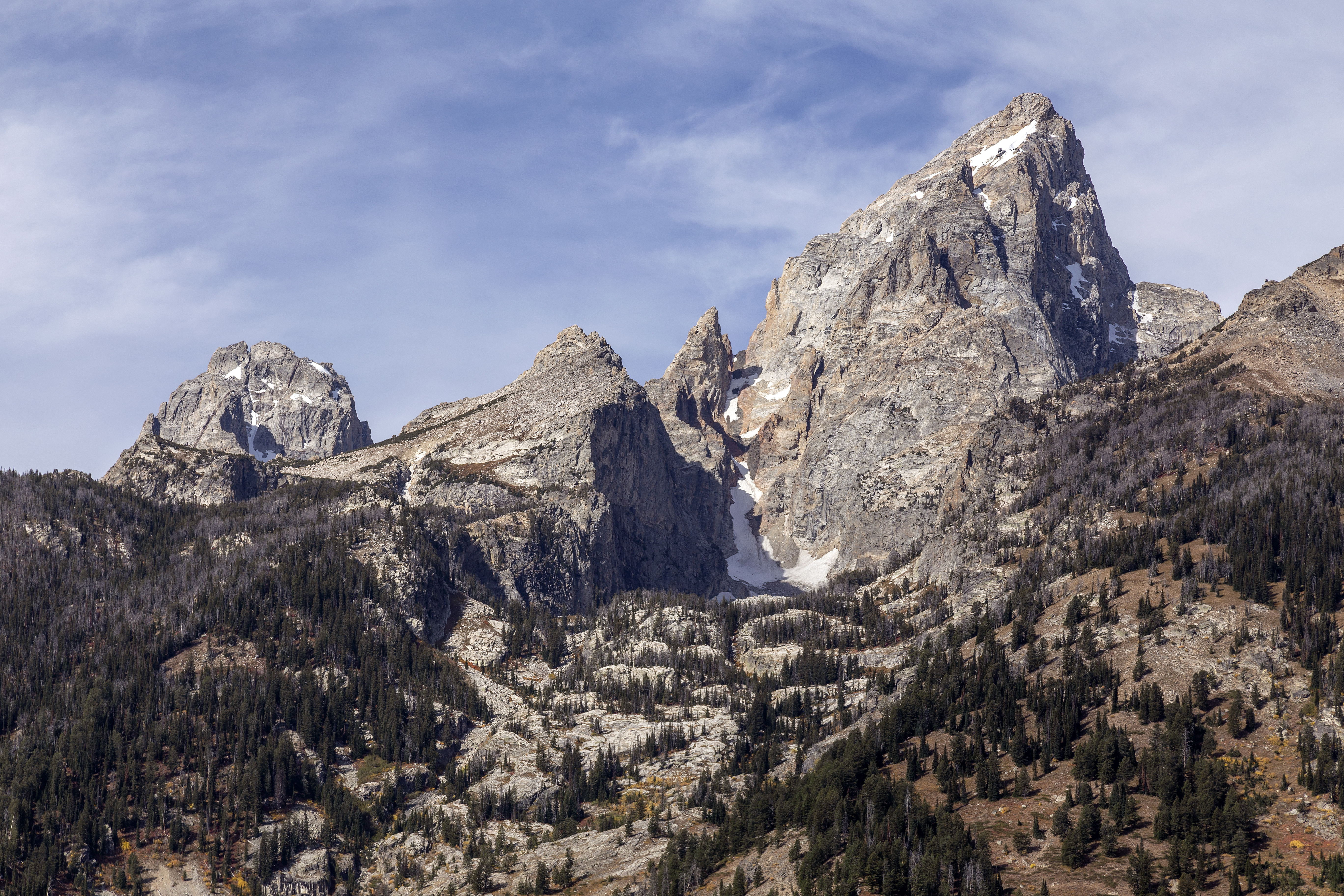
Von links nach rechts: Middle Teton, Disappointment Peak, Teepe Pillar, Grand Teton
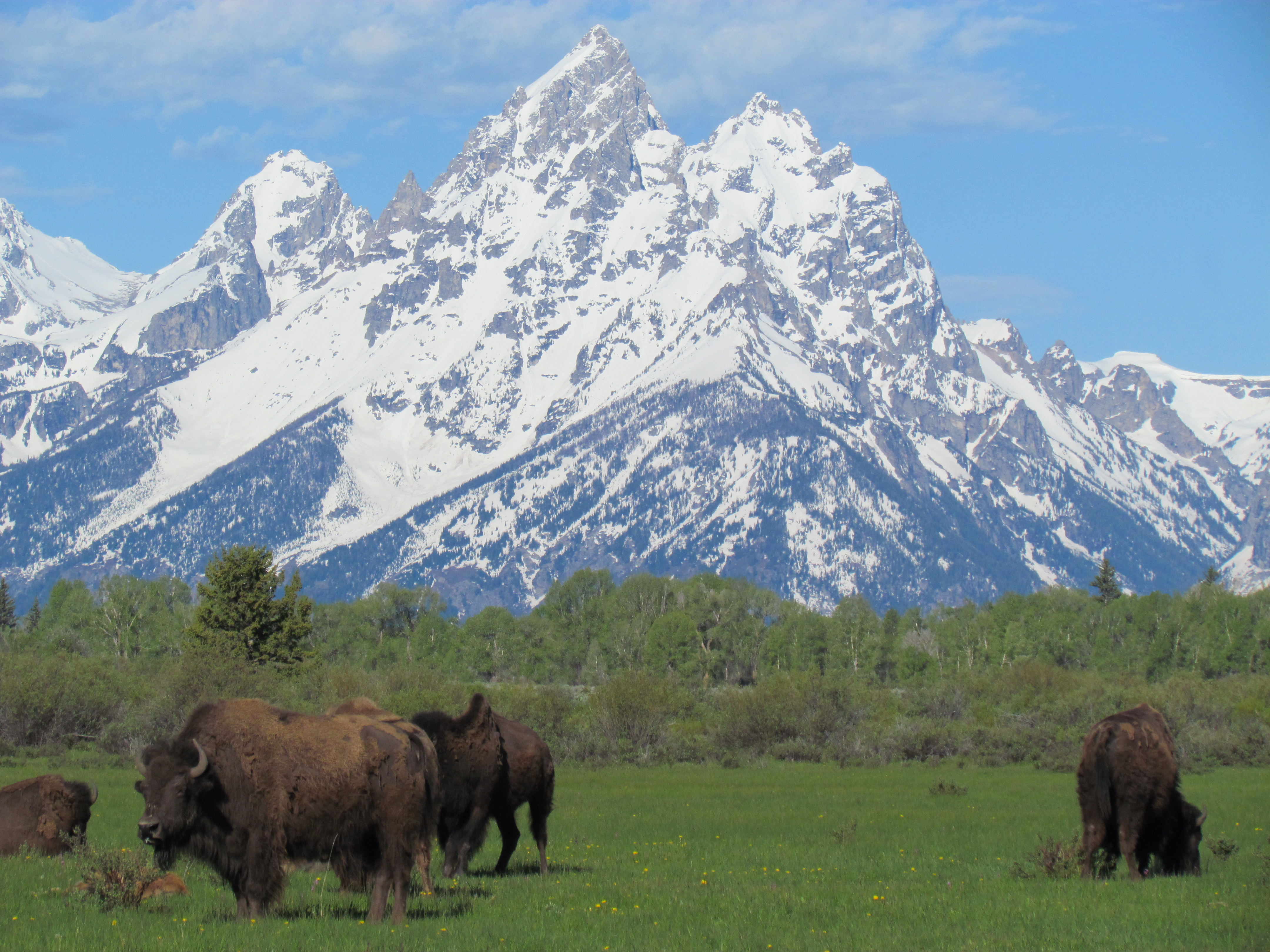
Bisons vor der Teton Range
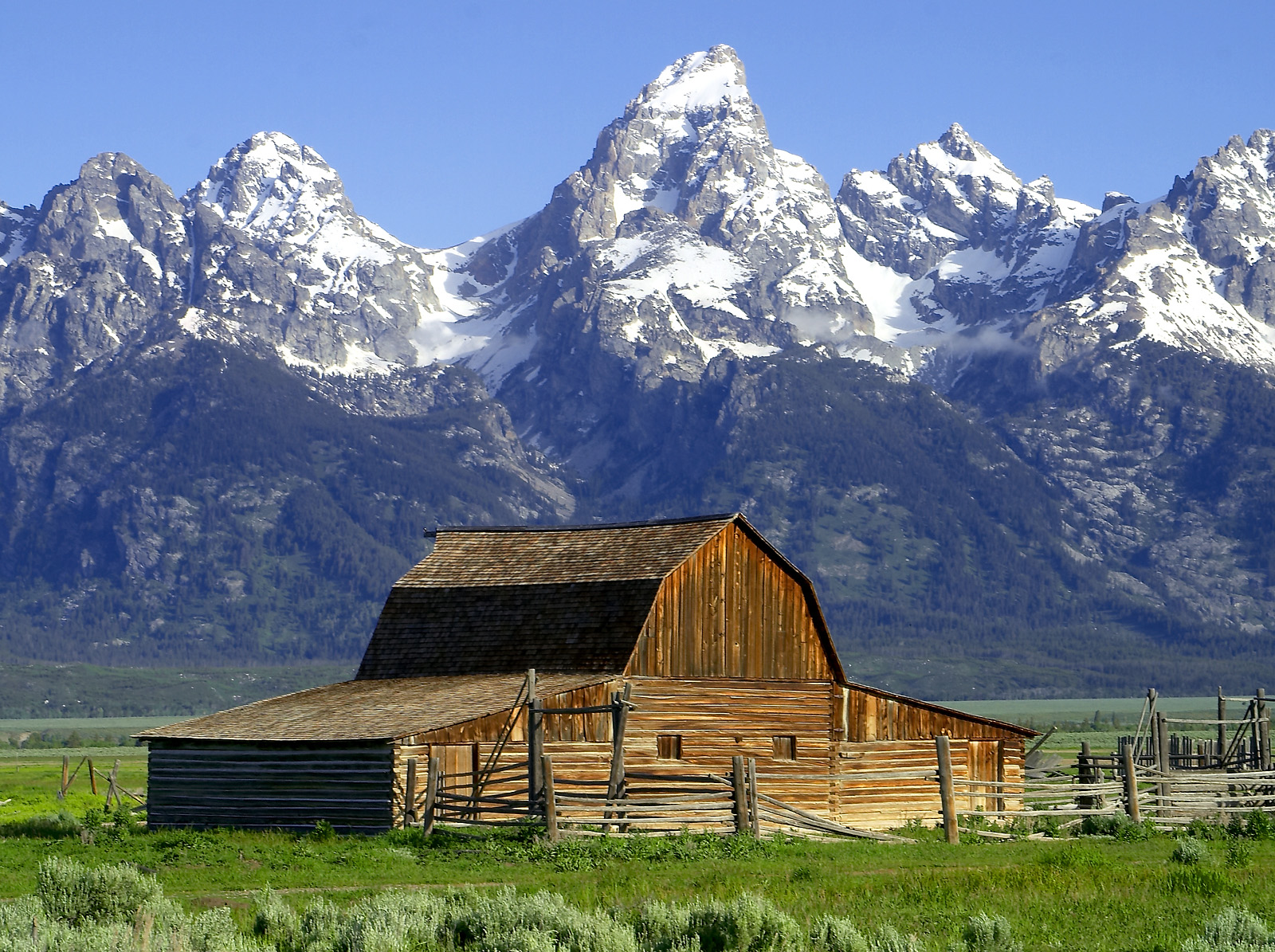
Bekannte Aussicht auf die Teton Range vom Mormon Row Historic District, Grand Teton in der Bildmitte
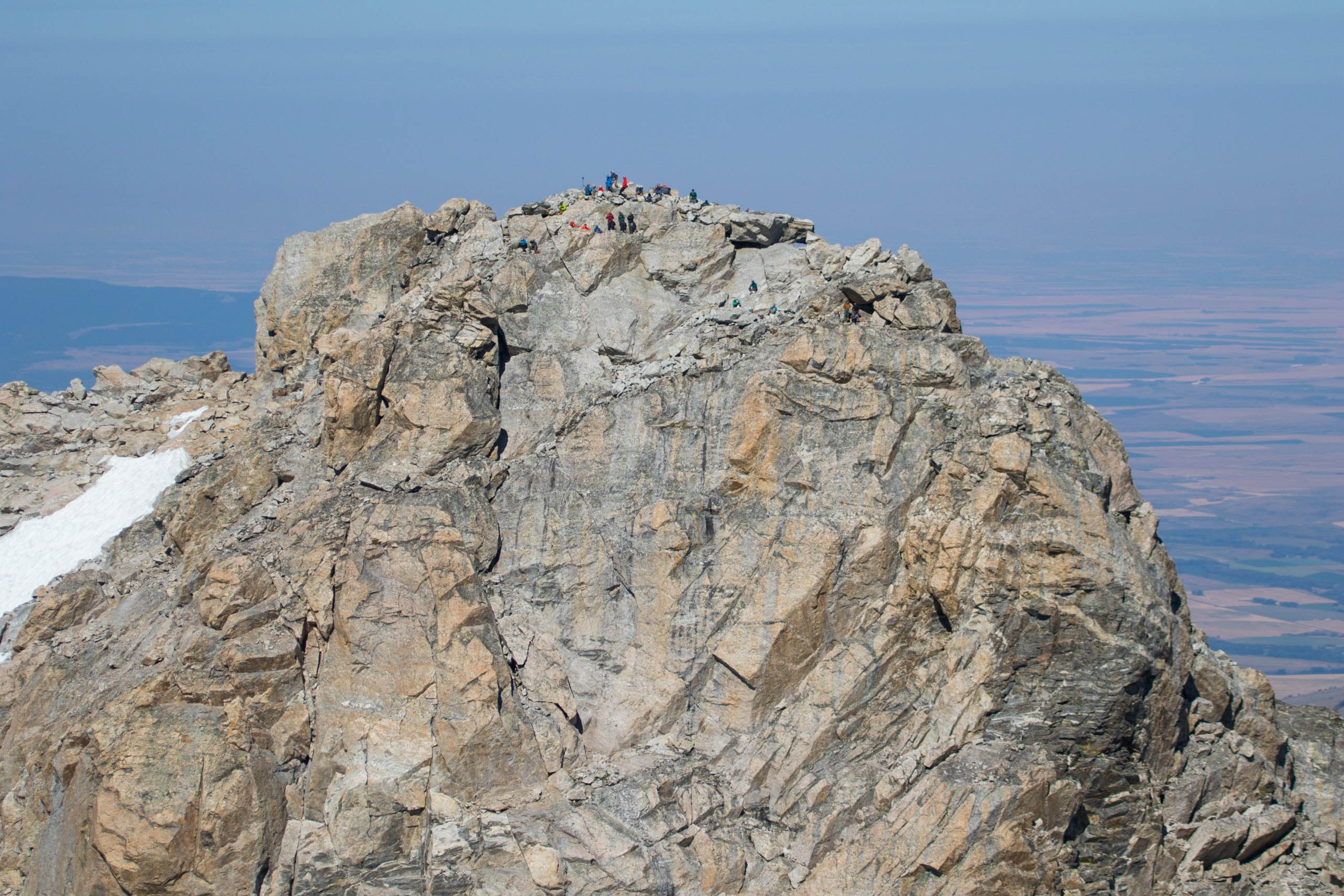
Gipfel des Grand Teton
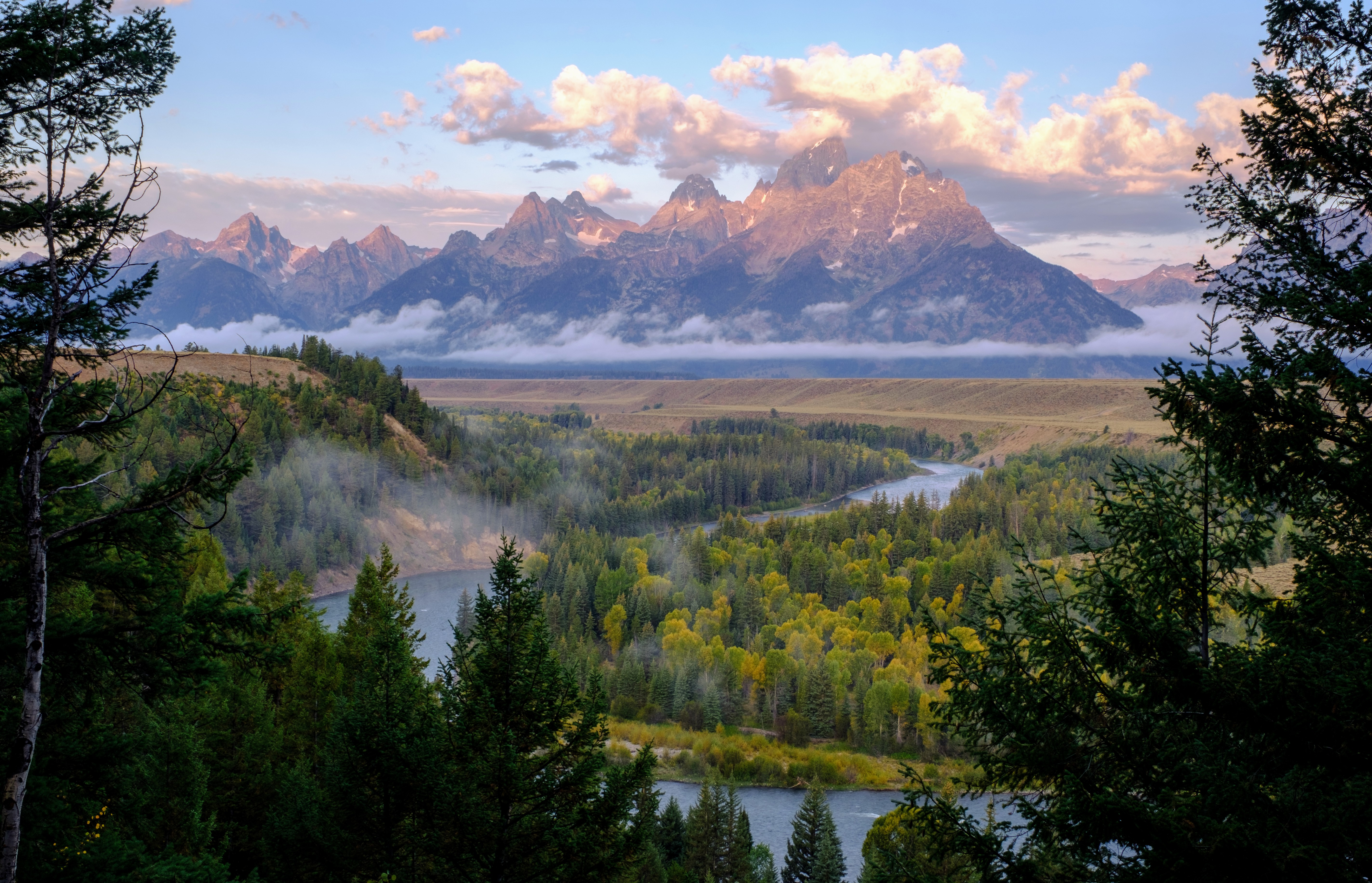
Snake River vor der Teton Range

## Belege
1. ↑  Grand Teton. In: Natural Atlas. 15. Dezember 2021, abgerufen am 25. Mai 2021 (englisch).
2. ↑  Grand Teton. In: Geographic Names Information System. United States Geological Survey, United States Department of the Interior (englisch).
3. 1 2  Grand Teton : Climbing, Hiking & Mountaineering. In: Summitpost. 11. März 2014, archiviert vom Original am 25. März 2016; abgerufen am 28. Januar 2023 (englisch).
4. 1 2  G. B. Dobson: Grand Tetons. In: Wyoming Tales and Trails. Abgerufen am 25. Mai 2021.
5. ↑  Fred Beckey: Mountains of North America. Sierra Club Book, San Francisco 1982, ISBN 0-87156-320-7, S. 105.
6. ↑  Reynold G. Jackson: Park of the Matterhorns. A Place Called Jackson Hole. Hrsg.: Grand Teton Natural History Association. Oxford Illustrated Press / Haynes, Sparkford / Yeovil 1999, ISBN 0-946609-42-X.
7. ↑  The Grand Question: Who climbed it first? In: Summitpost. 4. März 2006, archiviert vom Original am 3. November 2012; abgerufen am 25. Mai 2021 (englisch).
8. ↑  Leigh N. Ortenburger: A Climber’s Guide to the Teton Range. Sierra Club, San Francisco 1965, ISBN 0-89886-480-1, S. 108.
9. ↑  Max Ritter: Santiago Vega Makes First Disabled Descent of Grand Teton. In: Teton Gravity Research. 21. April 2021, abgerufen am 25. Mai 2021 (englisch).
10. ↑  Richard Rossiter: Teton Classics: 50 Selected Climbs in Grand Teton National Park. Chockstone Press, Evergreen (Colorado) 1994, ISBN 0-934641-71-4.
11. ↑  Steve Roper, Allen Steck: Fifty Classic Climbs of North America. Sierra Club Books, San Francisco 1979, ISBN 0-87156-292-8.